# آرنولد کارسکنس
آرنولد کارسکنس (زادهٔ ۱۹ اوت ۱۹۵۴‌‌‌‌‌ در شهر بیمستر) یک روزنامه‌نگار، نویسنده و خبرنگار پیشین جنگی است. در حال حاضر وی مدیر رسانهٔ «ناگفته‌های هلند» است.‌

## تحصیلات
وی تحصیلات خود را در رشتهٔ روزنامه‌نگاری در مدرسهٔ روزنامه‌نگاری اوترخت به پایان رسانده است.

## آثار
یکی از آثار وی که برای ایرانیان و کردها مهم است، کتاب «بدون ذره‌ای تاسف» (به هلندی:‌ Geen cent spijt) در مورد فرانس فان آنرات است.